# Giorgos Papasideris
Giorgos Papasideris (griechisch Γιώργος Παπασιδέρης; * 1875 in Koropi; † 1920) war ein griechischer Leichtathlet und Gewichtheber.
Bei den Olympischen Spielen 1896 in Athen wurde er im Kugelstoßen mit einer Weite von 10,36 m Dritter. Er nahm auch am Diskuswurf teil, schaffte es aber nicht unter die besten vier.
Im olympischen Gewichtheben teilte er sich im beidarmigen Wettbewerb den vierten Platz mit dem Deutschen Carl Schuhmann.